# Piasco
Piasco är en ort och kommun i provinsen Cuneo i regionen Piemonte i Italien. Kommunen hade 2 738 invånare (2018).